# Sanchezia munita
Sanchezia munita är en akantusväxtart som först beskrevs av Christian Gottfried Daniel Nees von Esenbeck, och fick sitt nu gällande namn av Jules Émile Planchon. Sanchezia munita ingår i släktet Sanchezia och familjen akantusväxter. Inga underarter finns listade i Catalogue of Life.